# 1. Fußball- und Sportverein Mainz 05 2017-2018
Questa voce raccoglie le informazioni riguardanti il 1. Fußball- und Sportverein Mainz 05 nelle competizioni ufficiali della stagione calcistica 2017-2018.

## Stagione
Nella stagione 2017-2018 il Magonza, allenato da Sandro Schwarz, concluse il campionato di Bundesliga al 14º posto. In coppa di Germania il Magonza fu eliminato ai quarti di finale dall'Eintracht Francoforte.

## Rosa
| N. |                     | Ruolo | Calciatore       |
| -- | ------------------- | ----- | ---------------- |
| 1  | Germania (bandiera) | P     | René Adler       |
| 37 | Germania (bandiera) | P     | Finn Dahmen      |
| 22 | Germania (bandiera) | P     | Florian Müller   |
| 27 | Germania (bandiera) | P     | Robin Zentner    |
| 3  | Nigeria (bandiera)  | D     | Leon Balogun     |
| 16 | Germania (bandiera) | D     | Stefan Bell      |
| 18 | Germania (bandiera) | D     | Daniel Brosinski |
| 26 | Germania (bandiera) | D     | Niko Bungert     |
| 4  | Francia (bandiera)  | D     | Abdou Diallo     |
| 2  | Italia (bandiera)   | D     | Giulio Donati    |
| 42 | Germania (bandiera) | D     | Alexander Hack   |
| 13 | Croazia (bandiera)  | D     | Marin Šverko     |
| 34 | Germania (bandiera) | C     | Ridle Baku       |

| N. |                           | Ruolo | Calciatore           |
| -- | ------------------------- | ----- | -------------------- |
| 32 | Argentina (bandiera)      | C     | Pablo de Blasis      |
| 5  | Paesi Bassi (bandiera)    | C     | Nigel de Jong        |
| 25 | Costa d'Avorio (bandiera) | C     | Jean-Philippe Gbamin |
| 38 | Germania (bandiera)       | C     | Gerrit Holtmann      |
| 6  | Germania (bandiera)       | C     | Danny Latza          |
| 10 | Romania (bandiera)        | C     | Alexandru Maxim      |
| 8  | Germania (bandiera)       | C     | Levin Öztunalı       |
| 7  | Svezia (bandiera)         | C     | Robin Quaison        |
| 23 | Germania (bandiera)       | C     | Suat Serdar          |
| 11 | Danimarca (bandiera)      | A     | Emil Berggreen       |
| 9  | Giappone (bandiera)       | A     | Yoshinori Mutō       |
| 21 | Austria (bandiera)        | A     | Karim Onisiwo        |
| 20 | Nigeria (bandiera)        | A     | Anthony Ujah         |

## Organigramma societario
Area tecnica
- Allenatore: Sandro Schwarz
- Allenatore in seconda: Michael Falkenmayer, Jan-Moritz Lichte
- Preparatore dei portieri: Stephan Kuhnert
- Preparatori atletici: Axel Busenkell, Jonas Grünewald

## Risultati

### Bundesliga

#### Girone di andata
| Arbitro: | Brych |

|  |           |            |
|  | Marcatori | 73’ Harnik |

| Arbitro: | Brand |

|               |           |  |
| Badstuber 53’ | Marcatori |  |

| Arbitro: | Schmidt |

|                                |           |          |
| Mutō 45’ Diallo 57’ Serdar 71’ | Marcatori | 22’ Kohr |

| Arbitro: | Stegemann |

|                                            |           |  |
| Müller 11’ Robben 23’ Lewandowski 50’, 77’ | Marcatori |  |

| Arbitro: | Gräfe |

|                   |           |                              |
| Latza 5’ Mutō 16’ | Marcatori | 23’ Amiri 45’ Wagner 90’ Uth |

| Arbitro: | Stieler |

|                   |           |  |
| Blasis 54’ (rig.) | Marcatori |  |

| Arbitro: | Hartmann |

|                |           |          |
| Guilavogui 55’ | Marcatori | 74’ Mutō |

| Arbitro: | Brych |

|                             |           |                                |
| Maxim 2’ Bell 52’ Latza 58’ | Marcatori | 9’ Walace 90’ (rig.) Salihović |

| Arbitro: | Steinhaus |

|                              |           |  |
| Goretzka 13’ Burgstaller 74’ | Marcatori |  |

| Arbitro: | Stegemann |

|            |           |                 |
| Serdar 71’ | Marcatori | 37’ (aut.) Bell |

| Arbitro: | Jablonski |

|                 |           |            |
| Vestergaard 67’ | Marcatori | 19’ Diallo |

| Arbitro: | Brych |

|                      |           |  |
| Brosinski 43’ (rig.) | Marcatori |  |

| Arbitro: | Siebert |

|                       |           |               |
| Petersen 51’ Kath 90’ | Marcatori | 90’ Berggreen |

| Arbitro: | Willenborg |

|              |           |                                             |
| Holtmann 85’ | Marcatori | 22’ Gregoritsch 43’ (rig.), 86’ Finnbogason |

| Arbitro: | Ittrich |

|                             |           |                           |
| Kampl 29’ Werner 45’ (rig.) | Marcatori | 39’ Quaison 86’ Berggreen |

| Arbitro: | Brand |

|  |           |                                 |
|  | Marcatori | 55’ Papastathopoulos 89’ Kagawa |

| Arbitro: | Cortus |

|                           |           |                      |
| Bargfrede 2’ Belfodil 17’ | Marcatori | 70’ Quaison 90’ Frei |

#### Girone di ritorno
| Arbitro: | Dankert |

|                               |           |                   |
| Füllkrug 33’, 38’ (rig.), 75’ | Marcatori | 26’ Mutō 31’ Hack |

| Arbitro: | Osmers |

|                            |           |                           |
| Mutō 45’, 54’ Holtmann 64’ | Marcatori | 19’ Badstuber 90’ Ginczek |

| Arbitro: | Willenborg |

|                               |           |  |
| Bailey 48’ Wendell 68’ (rig.) | Marcatori |  |

| Arbitro: | Storks |

|  |           |                          |
|  | Marcatori | 33’ Ribéry 44’ Rodríguez |

| Arbitro: | Cortus |

|                                   |           |                    |
| Szalai 27’, 74’ Kramarić 67’, 88’ | Marcatori | 28’, 80’ Berggreen |

| Arbitro: | Petersen |

|  |           |                  |
|  | Marcatori | 40’, 65’ Quaison |

| Arbitro: | Dankert |

|          |           |            |
| Mutō 44’ | Marcatori | 6’ Brekalo |

| Amburgo 3 marzo 2018, ore 15:30 25ª giornata | Amburgo | 0 – 0 referto | Magonza | Volksparkstadion (46.739 spett.)\| Arbitro: \| Schmidt \| |
| Arbitro:                                     | Schmidt |               |         |                                                           |

| Arbitro: | Brych |

|  |           |               |
|  | Marcatori | 55’ Caligiuri |

| Arbitro: | Siebert |

|                                |           |  |
| Boateng 6’ Jović 23’ Rebić 41’ | Marcatori |  |

| Magonza 1º aprile 2018, ore 18:00 28ª giornata | Magonza | 0 – 0 referto | Borussia M'gladbach | Opel Arena (30.173 spett.)\| Arbitro: \| Gräfe \| |
| Arbitro:                                       | Gräfe   |               |                     |                                                   |

| Arbitro: | Cortus |

|           |           |            |
| Hector 7’ | Marcatori | 50’ Blasis |

| Arbitro: | Winkmann |

|                        |           |  |
| Blasis 45’ (rig.), 79’ | Marcatori |  |

| Arbitro: | Willenborg |

|                                 |           |  |
| Gregoritsch 29’ Finnbogason 90’ | Marcatori |  |

| Arbitro: | Dankert |

|                                      |           |  |
| Blasis 29’ (rig.) Maxim 85’ Baku 90’ | Marcatori |  |

| Arbitro: | Siebert |

|             |           |                  |
| Philipp 16’ | Marcatori | 4’ Baku 13’ Mutō |

| Arbitro: | Petersen |

|            |           |                        |
| Gbamin 12’ | Marcatori | 23’ Kainz 79’ Selassie |

### Coppa di Germania
| Arbitro: | Jablonski |

|             |           |                                    |
| Vobejda 31’ | Marcatori | 13’, 60’ Mutō 45’ (rig.) Brosinski |

| Arbitro: | Schlager |

|                                 |           |                                         |
| Fischer 22’, 67’ Brosinski 101’ | Marcatori | 54’ (rig.) Schindler 75’ (rig.) Drexler |

| Arbitro: | Stieler |

|                                     |           |             |
| Berggreen 62’ Diallo 71’ Serdar 90’ | Marcatori | 42’ Gentner |

| Arbitro: | Aytekin |

|                                         |           |  |
| Rebić 17’ Hack 53’ (aut.) Mascarell 62’ | Marcatori |  |

## Statistiche

### Statistiche di squadra
| Competizione      | Punti | In casa | In casa | In casa | In casa | In casa | In casa | In trasferta | In trasferta | In trasferta | In trasferta | In trasferta | In trasferta | Totale | Totale | Totale | Totale | Totale | Totale | DR  |
| Competizione      | Punti | G       | V       | N       | P       | Gf      | Gs      | G            | V            | N            | P            | Gf           | Gs           | G      | V      | N      | P      | Gf     | Gs     | DR  |
| ----------------- | ----- | ------- | ------- | ------- | ------- | ------- | ------- | ------------ | ------------ | ------------ | ------------ | ------------ | ------------ | ------ | ------ | ------ | ------ | ------ | ------ | --- |
| Bundesliga        | 36    | 17      | 7       | 3       | 7       | 22      | 21      | 17           | 2            | 6            | 9            | 16           | 31           | 34     | 9      | 9      | 16     | 38     | 52     | -14 |
| Coppa di Germania | -     | 2       | 2       | 0       | 0       | 6       | 3       | 2            | 1            | 0            | 1            | 3            | 4            | 4      | 3      | 0      | 1      | 9      | 7      | +2  |
| Totale            | -     | 19      | 9       | 3       | 7       | 28      | 24      | 19           | 3            | 6            | 10           | 19           | 35           | 38     | 12     | 9      | 17     | 47     | 59     | -12 |

### Andamento in campionato
| Giornata  | 1  | 2  | 3  | 4  | 5  | 6  | 7  | 8  | 9  | 10 | 11 | 12 | 13 | 14 | 15 | 16 | 17 | 18 | 19 | 20 | 21 | 22 | 23 | 24 | 25 | 26 | 27 | 28 | 29 | 30 | 31 | 32 | 33 | 34 |
| --------- | -- | -- | -- | -- | -- | -- | -- | -- | -- | -- | -- | -- | -- | -- | -- | -- | -- | -- | -- | -- | -- | -- | -- | -- | -- | -- | -- | -- | -- | -- | -- | -- | -- | -- |
| Luogo     | C  | T  | C  | T  | C  | C  | T  | C  | T  | C  | T  | C  | T  | C  | T  | C  | T  | T  | C  | T  | C  | T  | T  | C  | T  | C  | T  | C  | T  | C  | T  | C  | T  | C  |
| Risultato | P  | P  | V  | P  | P  | V  | N  | V  | P  | N  | N  | V  | P  | P  | N  | P  | N  | P  | V  | P  | P  | P  | V  | N  | N  | P  | P  | N  | N  | V  | P  | V  | V  | P  |
| Posizione | 11 | 16 | 13 | 15 | 15 | 14 | 13 | 10 | 12 | 13 | 13 | 12 | 13 | 14 | 14 | 15 | 15 | 15 | 15 | 15 | 16 | 16 | 16 | 16 | 16 | 16 | 16 | 16 | 16 | 15 | 15 | 14 | 14 | 14 |

Legenda:

Luogo: C = Casa; T = Trasferta. Risultato: V = Vittoria; N = Pareggio; P = Sconfitta.

### Statistiche dei giocatori
| Giocatore    | Bundesliga | Bundesliga | Bundesliga  | Bundesliga | Coppa di Germania | Coppa di Germania | Coppa di Germania | Coppa di Germania | Totale   | Totale | Totale      | Totale     |
| Giocatore    | Presenze   | Reti       | Ammonizioni | Espulsioni | Presenze          | Reti              | Ammonizioni       | Espulsioni        | Presenze | Reti   | Ammonizioni | Espulsioni |
| ------------ | ---------- | ---------- | ----------- | ---------- | ----------------- | ----------------- | ----------------- | ----------------- | -------- | ------ | ----------- | ---------- |
| R. Adler     | 14         | 0          | 0           | 0          | 3                 | 0                 | 0                 | 0                 | 17       | 0      | 0           | 0          |
| F. Dahmen    | -          | -          | -           | -          | -                 | -                 | -                 | -                 | -        | -      | -           | -          |
| F. Müller    | 5          | 0          | 0           | 0          | -                 | -                 | -                 | -                 | 5        | 0      | 0           | 0          |
| R. Zentner   | 15         | 0          | 1           | 0          | 2                 | 0                 | 1                 | 0                 | 17       | 0      | 2           | 0          |
| L. Balogun   | 14         | 0          | 4           | 1          | 1                 | 0                 | 1                 | 0                 | 15       | 0      | 5           | 1          |
| S. Bell      | 25         | 1          | 8           | 0          | 3                 | 0                 | 0                 | 0                 | 28       | 1      | 8           | 0          |
| D. Brosinski | 29         | 1          | 0           | 0          | 4                 | 2                 | 0                 | 0                 | 33       | 3      | 0           | 0          |
| N. Bungert   | -          | -          | -           | -          | -                 | -                 | -                 | -                 | -        | -      | -           | -          |
| A. Diallo    | 27         | 2          | 5           | 0          | 3                 | 1                 | 0                 | 0                 | 30       | 3      | 5           | 0          |
| G. Donati    | 29         | 0          | 2           | 2          | 2                 | 0                 | 0                 | 0                 | 31       | 0      | 2           | 2          |
| A. Hack      | 15         | 1          | 2           | 0          | 2                 | 0                 | 0                 | 0                 | 17       | 1      | 2           | 0          |
| M. Šverko    | -          | -          | -           | -          | -                 | -                 | -                 | -                 | -        | -      | -           | -          |
| R. Baku      | 3          | 2          | 1           | 0          | 1                 | 0                 | 0                 | 0                 | 4        | 2      | 1           | 0          |
| P. de Blasis | 25         | 5          | 2           | 0          | 3                 | 0                 | 0                 | 0                 | 28       | 5      | 2           | 0          |
| N. de Jong   | 11         | 0          | 2           | 0          | 1                 | 0                 | 0                 | 0                 | 12       | 0      | 2           | 0          |
| J. Gbamin    | 30         | 1          | 4           | 0          | 1                 | 0                 | 0                 | 0                 | 31       | 1      | 4           | 0          |
| G. Holtmann  | 17         | 2          | 1           | 0          | 1                 | 0                 | 0                 | 0                 | 18       | 2      | 1           | 0          |
| D. Latza     | 29         | 2          | 7           | 0          | 4                 | 0                 | 1                 | 1                 | 33       | 2      | 8           | 1          |
| A. Maxim     | 22         | 2          | 4           | 0          | 4                 | 0                 | 1                 | 0                 | 26       | 2      | 5           | 0          |
| L. Öztunalı  | 25         | 0          | 3           | 0          | 1                 | 0                 | 0                 | 0                 | 26       | 0      | 3           | 0          |
| R. Quaison   | 24         | 4          | 3           | 0          | 2                 | 0                 | 1                 | 0                 | 26       | 4      | 4           | 0          |
| S. Serdar    | 25         | 2          | 3           | 0          | 3                 | 1                 | 1                 | 0                 | 28       | 3      | 4           | 0          |
| E. Berggreen | 14         | 4          | 2           | 0          | 2                 | 1                 | 0                 | 0                 | 16       | 5      | 2           | 0          |
| Y. Mutō      | 27         | 8          | 2           | 0          | 3                 | 2                 | 0                 | 0                 | 30       | 10     | 2           | 0          |
| K. Onisiwo   | 8          | 0          | 0           | 0          | 2                 | 0                 | 0                 | 0                 | 10       | 0      | 0           | 0          |
| A. Ujah      | 11         | 0          | 0           | 0          | 1                 | 0                 | 0                 | 0                 | 12       | 0      | 0           | 0          |
| V. Fischer   | 10         | 0          | 1           | 0          | 2                 | 2                 | 0                 | 0                 | 12       | 2      | 1           | 0          |
| F. Frei      | 11         | 1          | 1           | 0          | 3                 | 0                 | 1                 | 0                 | 14       | 1      | 2           | 0          |
| Jairo        | 2          | 0          | 1           | 0          | -                 | -                 | -                 | -                 | 2        | 0      | 1           | 0          |
| K. Kodro     | 8          | 0          | 0           | 0          | 2                 | 0                 | 0                 | 0                 | 10       | 0      | 0           | 0          |
| P. Klement   | -          | -          | -           | -          | 1                 | 0                 | 0                 | 0                 | 1        | 0      | 0           | 0          |